# Hannah Bromley
Hannah Bromley (* 15. November 1986 in New Plymouth) ist eine ehemalige neuseeländische Fußballspielerin.

## Spielerkarriere

### Vereine
Mit der Einschulung in die Merrilands School in New Plymouth gehörte sie im Alter von sieben Jahren dem Merrilands Youth Club an. Die Grundschule, die sich um Schüler und Schülerinnen der Klassen 1 bis 6 kümmert, bot eine Reihe von außerschulischen Möglichkeiten und stellte bei der Teilnahme an der jährlich schulübergreifenden Sportbörse u. a. auch Fußball- und Netball-Teams in den Klassen 5 bis 6 auf. Diesem Jugendverein gehörte sie bis zum Alter von 18 Jahren an, übte während ihrer High-School-Zeit für deren Sport-Team, die New Plymouth Girls High, und zwei Jahre lang parallel für den Taranaki SC den Fußballsport aus.
Mit der Aufnahme ihres Studiums an der Tennessee Technological University in Cookeville, kam sie auch für das Sport-Team der Bildungseinrichtung, die Golden Eagles, in 25 Meisterschaftsspielen der Ohio Valley Conference zum Einsatz. In ihren ersten acht im Spieljahr 2005 erzielte sie bei ihrem Debüt am 26. August bei der 1:2-Niederlage im Heimspiel gegen Ole Miss mit dem Treffer zur 1:0-Führung in der 22. Minute gleich ihr erstes/einziges Tor.
Mit Fortführung ihres Studiums an der Central Connecticut State University in New Britain kam sie im Spieljahr 2007 in zehn Meisterschaftsspielen der Northeast Conference zum Einsatz. In ihrem zweiten Spieljahr bestritt sie 18 Meisterschaftsspiele, in denen sie ein Tor erzielte.
Nach ihrem Studium mit Abschlüssen in Psychologie und Öffentlichkeitsarbeit kam sie in den Spielzeiten 2008 und 2009 für New England Mutiny in der zweitklassigen WPSL zu Einsätzen.
Mit Beginn der Spielzeit am 5. April 2010 gehörte sie dem norwegischen Erstligisten IF Fløya, für den sie in neun von 22 Punktspielen eingesetzt wurde und ein Tor erzielte. Nach dem Ende der Spielzeit am 6. November wurde sie vom deutschen Bundesligisten Herforder SV verpflichtet,  für den sie in der Rückrunde der Saison 2010/11 alle restlichen sieben Punktspiele bestritt. Ihr Debüt gab sie am 9. Februar 2011 (16. Spieltag) beim 4:2-Sieg im Heimspiel gegen den SC 07 Bad Neuenahr über 90 Minuten; ihr einziges Bundesligator erzielte sie am 20. Februar 2011 (20. Spieltag) bei der 2:3-Niederlage im Heimspiel gegen Bayer 04 Leverkusen mit dem Treffer zum 1:2 in der 25. Minute. In der Folgesaison debütierte sie auch im DFB-Pokalwettbewerb, als sie mit ihrer Mannschaft in der 1. Runde am 14. August 2011 mit 13:0 beim Heidenauer SV gewann. In der Gruppe Nord der seinerzeit zweigleisigen 2. Bundesliga – ihr Verein konnte sich nur eine Saison in der höchsten deutschen Spielklasse halten – wurde sie lediglich in einem Zweitligaspiel eingesetzt.
Nach Neuseeland zurückgekehrt, spielte sie für die Glenfield Rovers bis zum Oktober 2012. Anschließend begab sie sich nach Australien und kam in acht Monaten in lediglich vier Punktspielen für den Sydney FC in der A-League zum Einsatz. Danach blieb sie in Australien und spielte von 2013 bis 2015 für den im gleichnamigen Vorort von Sydney ansässigen Northbridge FC in der Women’s Premier League, in denen sie fünf Tore erzielte.
Anschließend war sie in der Saison 2015/16 für Newcastle United Jets elfmal in der W-League aktiv. Von Februar bis Dezember 2016 gehörte sie dem Kader des südkoreanischen Erstligisten Suwon FMC WFC an.

### Nationalmannschaft
Für Neuseeland war Bromley in der U17- und in der U20-Nationalmannschaft aktiv. Bei der U20-Weltmeisterschaft 2006 wurde sie im zweiten und dritten Spiel der Gruppe A eingesetzt. Anschließend bestritt sie im Jahr 2005, von 2007 bis 2008 und im Jahr 2012 insgesamt sieben Länderspiele für die A-Nationalmannschaft. Ihr Debüt gab sie am 21. Mai 2005 in Tokio bei der 0:6-Niederlage gegen die Nationalmannschaft Japans als Einwechselspielerin. Sie gehörte dem WM-Kader 2007 an, wurde im Turnier jedoch nicht eingesetzt.

### Erfolge
- Australischer Meister 2013

## Trainerkarriere
Während ihrer Studienzeit in den Vereinigten Staaten war sie als Jugendtrainerin für FSA Soccerplus und in Wilton (Connecticut) für Soccer Extreme, einem Anbieter von Aus- und Weiterbildungslösungen für den Jugendfußball, in Neuseeland 2012 für die U15 des Glenfield Rovers FC und danach in Australien für die U16 des Sydney FC und des Northbridge FC tätig.